# Moldflow
Moldflow – system komputerowy, przeznaczony do symulacji procesu wtryskiwania tworzyw termoplastycznych. Jego produkcją i rozwojem zajmuje się firma Moldflow Corporation, która należy do firmy Autodesk.

## Historia
Historia oprogramowania rozpoczęła się w Melbourne w Australii w 1978, kiedy to na rynek wprowadzono pierwszą wersję systemu. Od tego momentu aplikacja jest sukcesywnie rozwijana. W 1980 powiązano proces wypełnienia gniazda formującego z deformacjami wypraski, a 1982 to debiut trójwymiarowej analizy graficznej. Pod koniec lat osiemdziesiątych opracowano narzędzia służące do projektowania układów chłodzących, ulepszono analizę skurczu i deformacji.
W latach dziewięćdziesiątych wprowadzono między innymi takie narzędzia jak: analiza naprężeń wewnętrznych, analiza wtryskiwania wspomaganego gazem (1991), narzędzia optymalizujące proces wtrysku (1993) i orientacji włókien (1994), moduł generujący powierzchnię środkową wypraski (tzw. midplane) (1995), technologia Dual Domain umożliwiająca pracę bezpośrednio na modelach bryłowych bez konieczności manualnego tworzenia siatek elementów skończonych (1997).
Na przełomie wieków światło dzienne ujrzały takie narzędzia jak: Moldflow Plastics Xpert, Moldflow Mold Adviser, Moldflow Design Link. W kolejnych latach firma rozszerzała swoją ofertę o Moldflow Manufacturing Solutions (2003), aplikację MoldflowXpress oraz narzędzia do kontroli układów gorącokanałowych (2004).
Obecnie główna siedziba firmy znajduje się w miejscowości Framingham w stanie Massachusetts (USA), a ośrodki badań i rozwoju mieszczą się w Melbourne w Australii oraz w Ithace w Stanach Zjednoczonych.

## Produkty
Moldflow to jeden z systemów CAE w przetwórstwie tworzyw sztucznych, według danych producenta na świecie jest około 9000 użytkowników aplikacji.
Do 2008 roku w ofercie firmy znajdowały się następujące produkty: dwa główne: Moldflow Plastics Insight (MPI) oraz Moldflow Plastics Advisers (MPA), a także: Moldflow CAD Doctor – narzędzie służące do naprawy, i upraszczania geometrii importowanych plików, Moldflow Design Link (MDL) – narzędzie umożliwiające bezpośredni import geometrii bryłowej z systemów CAD opartych na jądrze Parasolidu, Moldflow Magics STL Expert, umożliwiający przeglądanie, pomiary, korekcję i optymalizację siatek elementów skończonych z plików STL, Moldflow Midplane Generator, stwarzający możliwość automatycznego tworzenia siatki powierzchni środkowej z modelu bryłowego STL, Moldflow Plastics Xpert, będący systemem ekspertowym do zaawansowanej kontroli, optymalizacji i monitorowania wtryskarek w procesie przetwórstwa, Moldflow Structural Alliance (MSA) – oprogramowanie umożliwiające przesyłanie do takich aplikacji CAE jak: ABAQUS, ANSYS informacji o ukierunkowaniu struktury wewnętrznej materiału wypraski do obliczeń wytrzymałościowych.
W 2008 roku firma Autodesk przejęła Moldflow Corporation za kwotę 297 mln dolarów. W związku z czym zmieniona została oferta, pozostawiono dwa główne produkty pod nowymi nazwami: Autodesk Moldflow Insight oraz Autodesk Moldflow Adviser, a także dostępne dla nich pakiety z grupy CAD Connectivity Products: Design Link i CAD Doctor. Dodano również bezpłatne narzędzie Moldflow Communicator, służące do przeglądania wyników symulacji bez konieczności posiadania komercyjnej licencji systemu Moldflow.

## Metody obliczeń
W systemie Moldflow dostępne są trzy metody MES:
- metoda Midplane - jest metodą najstarszą, stosowaną od 1978 roku. Polega na uproszczeniu modelu CAD do postaci powierzchni środkowej z przypisanym atrybutem grubości. Niewątpliwie największą zaletą tej metody jest mniejsze obciążenie procesora, a co za tym idzie szybkość dokonywania obliczeń jest większa. Niestety ze względu na technologiczne ograniczenia nie może być stosowana do symulacji przetwórstwa wyprasek grubościennych lub wyprasek o zmiennej grubości ścianek. Do wad tej metody trzeba także zaliczyć konieczność upraszczania modelu bryłowego do postaci powierzchni środkowej, a więc faktycznie tworzenie go na nowo.
- Dual Domain - została wprowadzona w 1997 roku. Działa w taki sposób, że każda ścianka upraszczana jest do postaci jej powierzchni zewnętrznych, a każdy węzeł powierzchni zewnętrznej ma przyporządkowany węzeł znajdujący się na przeciwległej powierzchni. Metoda Dual Domain eliminuje konieczność manualnego przekształcania modelu CAD i stwarza możliwość prowadzenia obliczeń z bezpośrednim wykorzystaniem modeli bryłowych części.
- 3 D - w 1999 roku wprowadzono metodę pełnego 3D, która wyeliminowała wszystkie wady poprzednich metod, jak również umożliwiła symulację wyprasek zarówno grubościennych jak i tych o zróżnicowanej ściance. Niestety jej wadą jest to, że wymaga zdecydowanie większej ilości obliczeń, a więc ich czas jest dużo dłuższy.

## Moldflow Adviser
Autodesk Moldflow Adviser klasyfikowany jest przez producenta jako produkt „średniej półki” i adresowany do małych i średnich przedsiębiorstw. Ogólnie jego możliwości pozwalają na wykrywanie i usuwanie problemów powstających w formach wtryskowych, jak również na rozpatrywanie takich zagadnień jak: rozpływ tworzywa w gnieździe formującym, wyznaczanie linii łączenia strug i pułapek powietrznych, dobór parametrów wtrysku (czas wtrysku, prędkość wtrysku, temperatura uplastycznienia, ciśnienie wtrysku), dobór wymiarów przewężek i kanałów doprowadzających, balansowania: geometrii wypraski oraz układu doprowadzającego, optymalizacja układów chłodzących, wyznaczanie deformacji. Aplikacja umożliwia optymalizację konstrukcji wyprasek pod kątem doboru grubości ścianki w taki sposób, aby nie zwiększać niepotrzebnie jej masy i nie stwarzać problemów z wypełnieniem gniazda. Możliwe jest także symulacje zastosowania zróżnicowanej grubości ścianek oraz żeber i rowków montażowych w celu zbalansowania formy wtryskowej.
Autodesk Moldflow Adviser dostępny jest w trzech konfiguracjach modułowych różniących się ilości dostępnych narzędzi. 
- Pierwsza z nich – Adviser Design pracuje w oparciu o metodę geometryczną Dual Domain oraz posiada następujące możliwości symulacji: analiza wypełnienia gniazda formującego tworzywem termoplastycznym (Thermoplastic Filling Analysis); Gate Location Analysis – moduł, w którym oprogramowanie wskazuje najkorzystniejsze lokalizacje miejsc wtrysku z punktu widzenia przebiegu procesu wepełniania gniazda, co pozwala uniknąć ryzyka niewypełnienienia ze względu zbyt dużą drogę płynięcia tworzywa, pułapek powietrznych, linii łączenia w miejscach niepożądanych z punktu widzenia wytrzymałości wypraski oraz uniknąć wydłużania czasu cyklu. Konfiguracja Adviser Design zawiera jeszcze takie moduły jak: Molding Window Analysis, który jest zbiorem narzędzi do optymalizacji parametrów wtrysku; Sink Mark Analysis – moduł do przewidywania powstawania zapadnięć na powierzchni wypraski w wyniku niejednolitego skurczu tworzywa; Geometry Analysis – moduł analizujący poprawność geometrii wczytywanej wypraski pod kątem zgodności geometrii z technologią wtryskiwania (np. silne zgrubienia lub pocienienia ścianek) i technologią obliczeń numerycznych (np. obecność małych promieni zaokrągleń, nacechowania, czy napisy mogące niepotrzebnie wymusić zagęszczenia siatki i wydłużyć czas obliczeń) oraz moduł Cooling Quality Analysis dokonujący oceny jakości chłodzenia wypraski.
- Drugą konfiguracją systemu Moldflow jest Adviser Manufacturing, posiada ona funkcjonalność konfiguracji Adviser Design rozszerzoną o dwa dodatkowe moduły – Runner Balancing Analysis, pomagający w zbalansowaniu form wielogniadowych przy zastosowaniu zróżnicowanych przekrojów elementów układu zasilającego oraz Runner Adviser Analysis, który na podstawie dopuszczalnych dla zastosowanego tworzywa wartości naprężeń ścinających i prędkości ścinania pomaga dobrać gabaryty poszczególnych segmentów układu doprowadzającego.
- Najbardziej rozbudowana konfiguracja – Adviser Advanced zawiera pełną funkcjonalność konfiguracji Adviser Manufacturing oraz cztery dodatkowe moduły – Cooling Analysis, Packing Analysis, Warpage Analysis oraz Moldflow Structural Alliance. Pierwszy z wymienionych – Cooling Analysis, analizuje proces wtryskiwania uwzględniając parametry układu chłodzącego, umożliwia jego optymalizację w celu zapewnienia sprawnego odbioru ciepła, ustalenie niezbędnego ciśnienia chłodziwa do pokonania strat przepływu, a także bada reakcję formy na działanie układu chłodzącego (zróżnicowany wydatek chłodzenia, zróżnicowane odległości między kanałem chłodzącym, a ścianką wypraski, zróżnicowane wymiary kanałów, skuteczność chłodzenia w zależności od zastosowanego medium, itp.). Moduł Packing Analysis umożliwia modelowanie fazy docisku, a moduł Warpage Analysis pozwala symulować wypaczenia wypraski.

## Moldflow Insight
Autodesk Moldflow Insight jest drugim obok Moldflow Adviser głównym produktem firmy, ze względu na cenę programu (najtańsza konfiguracja kosztuje 32 tys., a najdroższa nawet 81 tys. Euro) i poziom rozbudowania, potencjalnymi jego odbiorcami są duże firmy i korporacje.
Ogólnie jego zastosowanie pozwala na: symulację fazy wypełnienia i docisku w procesie wtryskiwania, optymalizację usytuowania punktów wtrysku, balansowanie formy, oszacowanie warunków przetwórstwa, przewidywanie oraz korekcja dektów wypraski, analizę niejednolitego rozkładu temperatur w formie. Opcjonalnie dostępne są moduły umożliwiające symulację przetwórstwa wspomaganego gazem, wtrysku wielokomponentowego, wtrysku z wypełnieniem przez układ zamykający formy.
Moldflow Insight posiada trzy możliwe technologie MES: metoda Midplane, Dual Domain oraz metoda pełnego 3D. Program dostępny jest w trzech konfiguracjach: Insight Basic, Insight Perfomance oraz Insight Advanced. 
- Pierwsza z nich – Basic, posiada wszystkie funkcje dostępne wersji Adviser Design (Thermoplastic Filling Analysis, Gate Location Analysis, Molding Window Analysis, Sink Mark Analysis, Geometry Analysis, Cooling Quality Analysis) oraz Adviser Manufacturing (Runner Balancing Analysis, Runner Adviser Analysis), a także następujące moduły: Synergy – moduł umożliwiający manualną ingerencję w siatkę elementów skończonych; Thermoplastic Packing Analysis – moduł symulujący fazę docisku tworzywa; Design of Experiments – moduł przeprowadzający sekwencję automatycznych analiz weryfikujących takie parametry procesu jak: temperatura topnienia, czas wtrysku, ciśnienie i czas docisku, grubość ścianki w celu optymalizacji warunków przetwórstwa pod kątem jakości części; Overmolding Analysis – zestaw narzędzi do symulacji procesu obtryskiwania części wielokomponentowych. Konfiguracja Basic posiada również moduł Reactive Molding Analysis, służący do symulacji przepływu tworzyw termoutwardzalnych (żywice, tworzywa wzmacniane włóknem).
- Druga z wymienionych konfiguracji – Perfomance, zawiera wszystkie narzędzia z pakietów Insight Basic oraz Adviser Advanced (Cooling Analysis, Packing Analysis, Warpage Analysis, Moldflow Structural Alliance), a także moduły: Fiber Flow Analysis, który umożliwia symulowanie procesów zachodzących podczas wtrysku wyprasek napełnionych włóknami; Shrinkage Analysis – pozwalający na przewidywanie rozkładu skurczu lokalnego; Process Optimization – czyli optymalizacja parametrów przetwótstwa dla wtryskarek; Stress Analysis – który określa wpływ przebiegu wtrysku na wytrzymałość mechaniczną i deformacje wypraski. Dostępne są jeszcze dwa moduły z grupy narzędzi dla przetwórstwa tworzyw termoutwardzalnych (Thermoset Molding Processes): Microchip Encapsulation – przeznaczony do symulacji procesu powlekania (enkapsulacji) elementów półprzewodnikowych żywicą w celu ochrony przed wilgocią i warunkami atmosferycznymi, obliczając między innymi ekspansję ciepła od tworzywa do obtryskiwanego układu półprzewodnikowego; Underfill Encapsulation – narzędzie do symulacji przepływu materiału powlekającego w przestrzeni między półprzewodnikiem, a podłożem (zastosowanie metody „flip-chip encapsulation”).
- Najdroższą i najbardziej rozbudowaną konfiguracją jest Insight Advanced. Posiada ona pełną funkcjonalność Insight Perfomance i Adviser Advanced oraz pięć modułów do symulacji specjalnych procesów przetwórczych: Injection Compression Molding – symulujący równoczesny lub sekwencyjny wtrysk tworzywa oraz kompresję formą ; Co-Injection Molding – narzędzie do analizy wtrysku dwukomponentowego, czyli takiego, gdzie rdzeń oraz warstwa wierzchnia wykonane są z dwóch różnych materiałów (np. jako materiał rdzenia wtryskiwany jest tańszy polimer z recyklingu); Gas-assisted Injection Molding – w przetwórstwie wspomaganym gazem moduł pozwalający oszacować konieczną pozycję polimeru i gazu na wejściu, ilość tworzywa przed wtryskiem gazu oraz rozmiar i ilość zaworów; MuCell Injection Molding – moduł do symulacji przetwórstwa z zastosowaniem technologii Microcellular Injection, polegającej na dostarczeniu gazu (CO2 lub N2) do końcowych obszarów układu uplastyczniającego wtryskarki w celu obniżenia lepkości tworzywa i redukcji ciśnienia wtrysku; Birefringence Prediction – moduł do przewidywania zmiany współczynnika załamania światła w rezultacie spowodowanych procesem przetwórstwa naprężeń, znajduje zastosowanie przy wypraskach optycznych (reflektory samochodowe, soczewki optyczne).